# Huracán Ida
El huracán Ida fue un huracán del Atlántico de categoría 4, mortal y destructivo que se convirtió en el segundo huracán más intenso y dañino que se registró en el estado de Luisiana en los Estados Unidos, solo detrás del huracán Katrina de 2005, y empató con el huracán Laura de 2020 y el huracán de Last Island de 1856 como el huracán más fuerte en tocar tierra en el estado en términos de vientos máximos sostenidos de 240 km/h (150 mph). NOAA estimó los daños causados en $75.25 millones.  La novena tormenta nombrada, el cuarto huracán y el segundo huracán mayor de la temporada de huracanes del Atlántico de 2021, Ida se originó a partir de una onda tropical monitoreada por primera vez por el Centro Nacional de Huracanes (NHC) el 23 de agosto, y que se movió hacia el Mar Caribe. A medida que avanzaba hacia el noroeste hacia Jamaica y la costa de Cuba, las condiciones favorables permitieron que la ola se convirtiera en la Depresión Tropical Nueve el 26 de agosto. Pasando al oeste de Jamaica, la depresión se intensificó en la Tormenta tropical Ida más tarde ese día cerca de Gran Caimán. Con una vaguada en su norte-noroeste debilitándose y una ligera cizalladura del viento presente, Ida se organizó aún más y se fortaleció en un huracán a las 18:00 UTC del 27 de agosto, mientras se movía rápidamente sobre la parte occidental de Cuba. Ida, que se trasladó al Golfo de México el 28 de agosto, experimentó una rápida intensificación debido a las temperaturas muy cálidas de la superficie del mar y la ligera cizalladura del viento, alcanzando una intensidad de huracán importante a principios del día siguiente. A medida que se acercaba a tocar tierra en la costa de Luisiana, Ida alcanzó su máxima intensidad, con vientos máximos sostenidos de 240 km/h (150 mph) y una presión central mínima de 929 mbar. Ida tocó tierra entre Terrebonne Parish y Lafourche Parish, Luisiana el 29 de agosto en el aniversario 16° del Huracán Katrina y fue degradada posteriormente a tormenta tropical el 30 de agosto. El 1 de septiembre, Ida hizo la transición a un ciclón extratropical a medida que aceleraba a través del noreste de los Estados Unidos.
A lo largo de su camino de destrucción en Luisiana, más de un millón de personas no tenían energía eléctrica en total. Se produjeron graves daños a la infraestructura generalizados en toda la parte sureste del estado, así como inundaciones extremadamente intensas en las zonas costeras. Los diques de Nueva Orleans sobrevivieron, aunque el daño eléctrico fue extenso en toda la ciudad. También hubo grandes cantidades de destrucción de plantas en el estado. Los restos de la tormenta produjeron un devastador brote de tornados e inundaciones repentinas catastróficas en el Noreste de Estados Unidos el 1 de septiembre. Al 15 de septiembre, se han confirmado 109 muertes en relación con Ida, 20 en Venezuela debido al precursor de este ciclón y 89 en Estados Unidos. En Estados Unidos 33 muertes ocurrieron en Luisiana, 30 en Nueva Jersey, 18 en Nueva York, 5 en Pensilvania, 3 en Misisipi, 2 en Alabama, 2 en Maryland, 1 en Virginia y 1 en Connecticut. Dos trabajadores eléctricos murieron mientras reparaban el daño de la red eléctrica causado por la tormenta. Una muerte indirecta ocurrió cuando un caimán mató a un hombre después de caminar por las inundaciones de Ida en Luisiana. La tormenta causó alrededor de $75.25 mil millones en pérdidas a su paso.

## Historia meteorológica

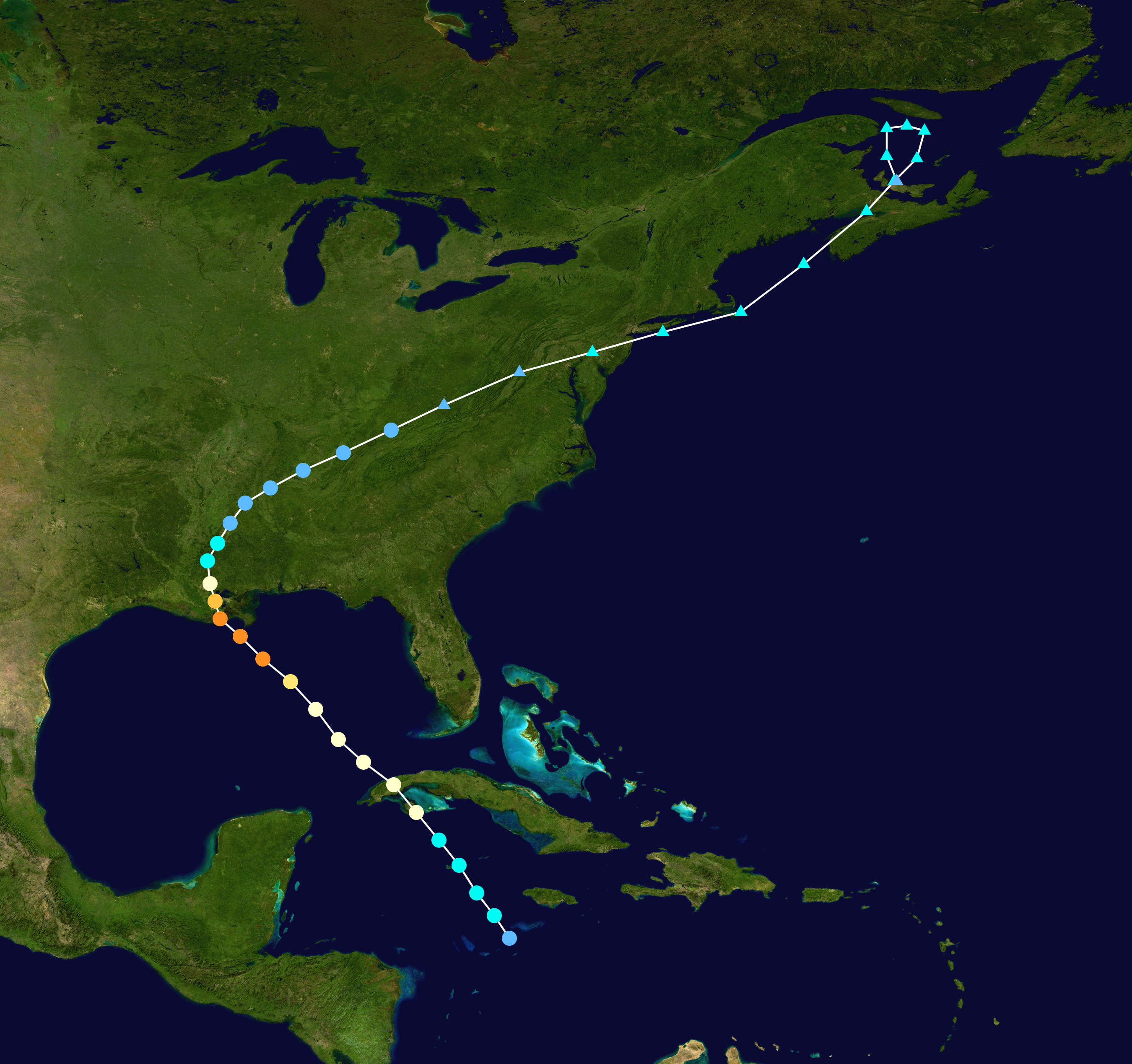
Mapa que traza la trayectoria y la intensidad de la tormenta, de acuerdo con la escala de huracanes de Saffir-Simpson

El 23 de agosto, el Centro Nacional de Huracanes (NHC) observó por primera vez el potencial de desarrollo de ciclones tropicales en el suroeste del Mar Caribe, relacionado con una onda tropical que entró en el este del Mar Caribe el mismo día. Para el 25 de agosto, el NHC evaluó una alta probabilidad de desarrollo a medida que la ola se movía hacia el oeste a través del Caribe. Al día siguiente, la convección del sistema, o tormentas eléctricas, se volvió más organizada hacia el sur de Jamaica. A las 15:00 UTC del 26 de agosto, el sistema había alcanzado la organización suficiente para ser clasificado como Depresión Tropical Nueve, a unas 115 millas (180 km) al sursudoeste de Negril, Jamaica. Tras su desarrollo, la depresión se movía hacia el noroeste, dirigida por una cresta ubicada sobre el Océano Atlántico occidental. Los factores favorables en el desarrollo posterior del sistema incluyeron aguas cálidas del noroeste del Mar Caribe, poca cizalladura del viento y un ambiente húmedo.
A última hora del 26 de agosto, un vuelo de Hurricane Hunters indicó que la depresión se intensificó en la tormenta tropical Ida 130 millas (209 km) al suroeste de Gran Caimán, Islas Caimán. Inicialmente, la tormenta tenía una estructura asimétrica, con sus vientos más fuertes y la convección más profunda ubicada al este del centro. Esto se debió a cierta cizalladura del viento del suroeste, que disminuyó gradualmente. A medida que Ida se movía a través de las Islas Caimán y hacia el noroeste de Cuba, su estructura mejoró, con más flujo de salida, más bandas de lluvia y la organización de la convección en un nublado denso central (CDO). Ida luego se intensificó rápidamente, con vientos aumentando en 35 mph (55 km / h) en poco más de 11 horas. A última hora del 27 de agosto, el NHC elevó Ida a la categoría de huracán de categoría 1, basándose en las observaciones realizadas por los Hurricane Hunters. Casi al mismo tiempo, el huracán tocó tierra en la Isla de la Juventud de Cuba.. Ida más tarde tocó tierra por segunda vez en Pinar del Río, Cuba, a las 23:20 UTC del mismo día. Posteriormente, Ida experimentó una rápida intensificación y se fortaleció hasta convertirse en un huracán de categoría 2 a las 18:00 UTC del 28 de agosto. Poco después, Ida se movió sobre las cálidas aguas de la Corriente de bucle en el Golfo de México, y la tormenta se intensificó hasta convertirse en un huracán mayor de categoría 3 a las 06:00 UTC del 29 de agosto. Poco después de ser ascendido a huracán mayor, Ida comenzó a intensificarse aún más rápidamente, con la presión central mínima del sistema cayendo de 955 mbar (28.2 inHg) a 948 mbar (28.0 inHg) en una hora. A las 07:00 UTC, Ida se había intensificado aún más hasta convertirse en un huracán de categoría 4, con vientos sostenidos de la tormenta que alcanzaron las 130 mph (215 km / h).
Después de tocar tierra, Ida se debilitó lentamente al principio y siguió siendo un huracán importante y peligroso. Los mesovórtices también eran visibles dentro del ojo. Ida retuvo vientos de Categoría 4 durante cuatro horas después de tocar tierra, y luego el estado de Categoría 3 durante las siguientes cuatro horas, debido al efecto del océano marrón, ya que las marismas y el terreno plano en el sur de Luisiana permitieron a Ida retener su intensidad durante un período más largo de tiempo. tiempo. A medida que la tormenta avanzaba hacia el interior, la mayor parte de su cobertura de nubes se desplazó al noreste del centro e Ida comenzó un período de rápido debilitamiento. El 30 de agosto, Ida se debilitó y se convirtió en una depresión tropical a medida que avanzaba hacia el interior. En ese momento, el NHC emitió su último aviso sobre Ida, transfiriendo la responsabilidad de los avisos continuos al Centro de Predicción Meteorológica (WPC). El sistema degeneró en un mínimo extratropical dos días después, cuando se movió sobre las Montañas Apalaches centrales. A medida que el sistema se movía a través del noreste de Estados Unidos el 1 y 2 de septiembre, se combinó con una zona frontal para desencadenar lluvias sin precedentes en toda la región, recuperando vientos con fuerza de tormenta tropical en el proceso, antes de avanzar hacia el Atlántico. Al día siguiente, los restos de Ida se trasladaron hacia el noreste a través del Atlántico canadiense, trayendo fuertes lluvias y vientos huracanados a las comunidades de toda la región. Ese mismo día, los remanentes de Ida se estancaron en el Golfo de San Lorenzo, haciendo un bucle lento en sentido contrario a las agujas del reloj mientras se debilitaban gradualmente.A última hora del 4 de septiembre, el remanente de Ida fue absorbido por otro bajo en desarrollo hacia el este.

## Preparaciones

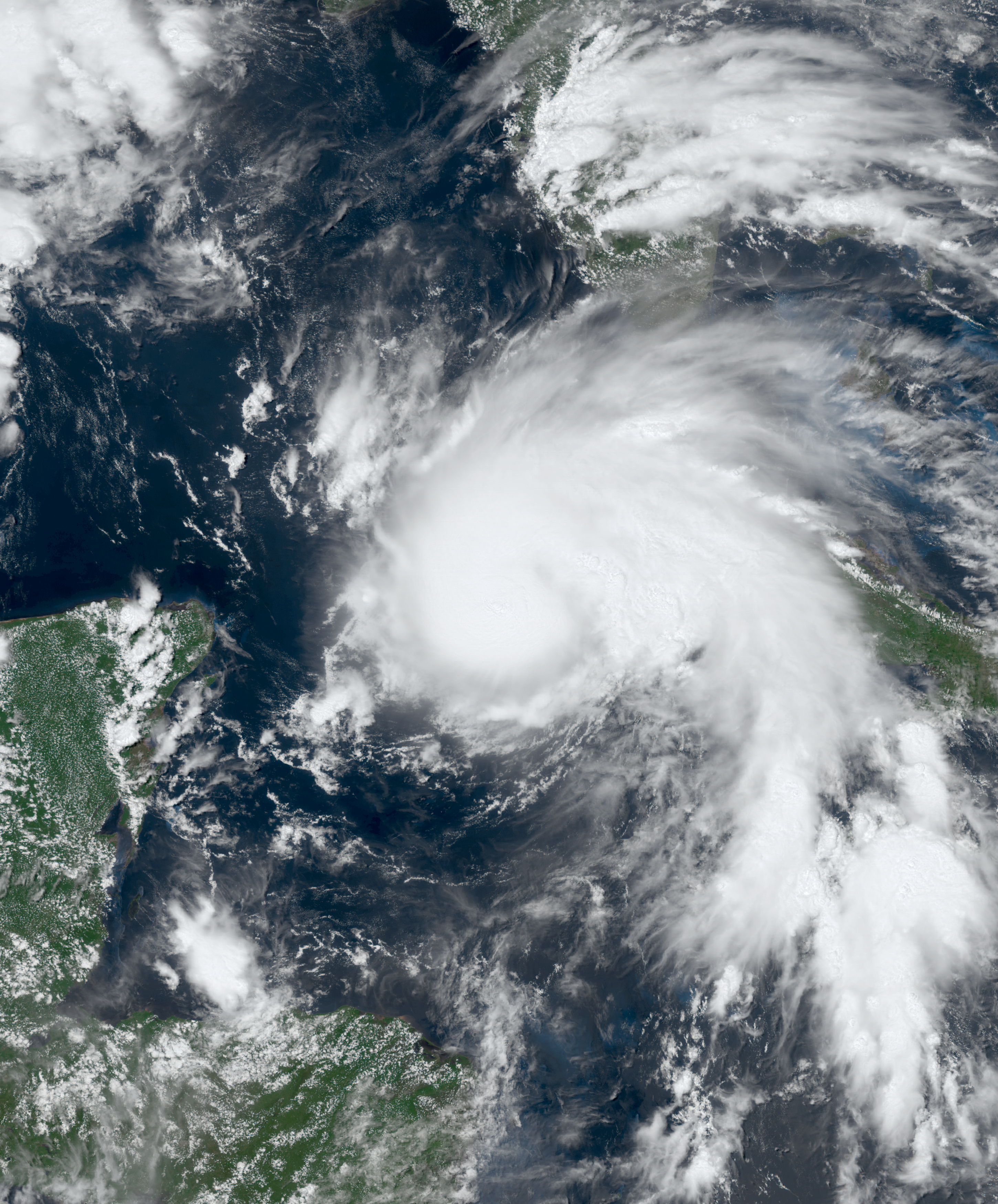
Fotografía por satélite del Huracán Ida efectuada el 27 de agosto de 2021.

### Caribe
El 26 de agosto de 2021, las Islas Caimán fueron puestas bajo una Advertencia de Tormenta Tropical. Con la expectativa de tocar tierra o casi tocar tierra en Gran Caimán, se cerraron escuelas y negocios, y el gobierno había activado completamente el NEOC y los Servicios de Emergencia, además de desplegar el Regimiento de las Islas Caimán y la Guardia Costera de las Islas Caimán para el HADR y SAR. operaciones. Mucha gente se amontonó en las tiendas de comestibles y ferreterías para comprar suministros, ya que el huracán Grace que azotó a las Caimán apenas una semana antes estaba fresco en la mente de todos. Cayman Airways canceló algunos de sus vuelos y los reprogramó para un día posterior. La compañía de servicios públicos había anunciado que planeaban poco o ningún corte de energía.

### Cuba
El 28 de agosto, 800 personas, entre docentes y estudiantes que monitoreaban tortugas en la península de Guanahacabibes, fueron evacuadas debido a Ida, según el jefe de defensa civil de la zona. La Palma también protegió a 6.281 personas de la tormenta.

### Estados Unidos

#### Luisiana
El 27 de agosto, el juego de pretemporada de fútbol americano de la NFL para los Arizona Cardinals y New Orleans Saints, originalmente programado para el día siguiente en el Caesars Superdome, fue cancelado debido a que la tormenta pronosticaba que sería un huracán importante en el momento de su llegada a tierra. Antes de esto, el inicio del juego se movió al mediodía CDT desde el horario originalmente programado para las 7 PM CDT. El gobernador John Bel Edwards declaró el estado de emergencia en respuesta a la tormenta. El 28 de agosto, el alcalde de Nueva Orleans, LaToya Cantrell, emitió una evacuación obligatoria para todas las partes de la ciudad que se encuentran fuera del área de protección contra inundaciones. Ese mismo día, el presidente Joe Biden firmó una declaración de emergencia para Luisiana antes de la tormenta.
En una sesión informativa que se llevó a cabo el 28 de agosto, un día antes de tocar tierra, Edwards anticipó que Ida sería uno de los huracanes más fuertes que afectaron al estado desde la década de 1850. El gobernador también mencionó el sistema de diques en Nueva Orleans, diciendo que Ida "será la prueba más severa de ese sistema". Esto se produce después de las fallas de los diques de 2005 en el Gran Nueva Orleans debido a Katrina. Las capacidades de los hospitales estatales eran motivo de preocupación, debido a que ya estaban casi al máximo debido al aumento de COVID-19 que estaba en curso en ese momento. Se esperaba que las víctimas de Ida llenaran hospitales en las áreas afectadas.
El 7 de septiembre, se informó que 4 personas habían muerto y 141 personas estaban en el hospital en el estado de Luisiana con intoxicación por monóxido de carbono después de Ida. Según el Departamento de Salud de Luisiana, estas muertes fueron causadas por el uso de generadores en interiores, en medio de cortes de energía luego de la devastación del huracán. Las recomendaciones son colocar generaciones al menos a 20 pies de distancia de los hogares y que se instale de inmediato un detector de monóxido de carbono o una alarma.

#### En otras partes
El 30 de agosto, todavía se esperaban lluvias en el sureste de Luisiana, la costa de Misisipi, y se emitió una advertencia de fuertes lluvias para el suroeste de Alabama. Se emitieron advertencias similares para las próximas horas para los valles de Tennessee y Ohio, así como para la región del Atlántico Medio, a medida que la tormenta avanza hacia el norte.  Decenas de millones estaban en riesgo de fuertes lluvias, inundaciones y tornados el 1 de septiembre. Más de 14,5 millones se vieron sometidos a un riesgo aumentado que fue emitido ese mismo día por la SPC. Esto incluía un riesgo de tornado del 10%. Se esperaban lluvias extremas para la ciudad de Nueva York, y Central Park posiblemente experimente más que el promedio mensual de septiembre en solo un día. Las alertas de inundaciones repentinas se emitieron a las 2 p. m. EDT el 1 de septiembre para los cinco condados, incluidos los condados de Long Island y Orange, Putnam, Rockland, Úlster, Dutchess, Sullivan y Westchester. La vigilancia se extendió a los condados de Hudson, Bergen, Essex y Union en Nueva Jersey. En Pensilvania, el gobernador Tom Wolf firmó una proclamación de emergencia por desastre el 31 de agosto en previsión de inundaciones, tormentas severas y tornados de los remanentes de Ida.

## Impacto

### Cuba
En Cuba, numerosas palmeras fueron derribadas en la Isla de la Juventud debido a los vientos huracanados que azotaron la isla. La Fe registró vientos de 50 mph (80 km / h) y ráfagas de hasta 71 mph (114 km / h) el 27 de agosto. Muchas casas también fueron destruidas por los fuertes vientos y se rompieron ramas de árboles en La Coloma, Pinar del Río. Los Palacios y Consolación del Sur también se quedaron sin electricidad, según un diario local de la provincia.. A pesar del huracán, muchos trabajadores del hospital continuaron trabajando durante la tormenta. Ida total costó $ 40 millones en pérdidas de seguros, pero en lugares como en el Centro las bandas nubosos provocaron fuertes lluvias y rachas de 40 km/h a 50 km/h, alrededor de los 15 mph.

### Estados Unidos
| Rank | Huracán | Año  | Daños totales  |
| ---- | ------- | ---- | -------------- |
| 1    | Katrina | 2005 | $125 billones  |
| 1    | Harvey  | 2017 | $125 billones  |
| 3    | Ian     | 2022 | $112 billones  |
| 4    | Maria   | 2017 | $90 billones   |
| 5    | Helene  | 2024 | $78.7 billones |
| 6    | Ida     | 2021 | $75 billones   |
| 7    | Sandy   | 2012 | $65 billones   |
| 8    | Irma    | 2017 | $52.1 billones |
| 9    | Milton  | 2024 | $34.3 billones |
| 10   | Ike     | 2008 | $30 billones   |

Se registraron daños extremos en Luisiana, con un gran número de casas dañadas o destruidas, y las marejadas ciclónicas y la lluvia causaron inundaciones y daños por agua generalizados. Los cortes de energía fueron extensos en la parte sureste del estado. Cuando Ida se mudó al noreste de los Estados Unidos, sus remanentes generaron varios tornados, algunos de los cuales fueron dañinos y poderosos. Se produjeron lluvias récord e inundaciones repentinas de alto nivel en extensas porciones del noreste. Se estimó que Ida causó al menos $ 50 mil millones (2021 USD) en daños en los Estados Unidos. Decenas de residentes murieron, principalmente en Nueva Jersey y Nueva York.

#### Luisiana
Se registraron graves daños en las zonas costeras de Luisiana, incluso en Nueva Orleans, Golden Meadow, Houma, Galliano, LaPlace y Grand Isle. En Houma, se registraron condiciones de blanqueamiento, con escombros voladores y muchas casas dañadas o destruidas. Los servicios inalámbricos quedaron temporalmente fuera de servicio.Se emitió una advertencia urgente de inundación para Braithwaite cuando uno de los diques fue superado. En Galliano se destruyeron muchas viviendas, se arrancaron árboles, se volcaron automóviles y se derribaron líneas eléctricas. El Hospital General de la Dama del Mar en Galliano resultó dañado, perdiendo una parte importante del techo.
Se registraron daños importantes en el Barrio Francés de Nueva Orleans, incluidos techos destruidos y derrumbes de edificios. La histórica tienda Karnofsky se derrumbó Casi toda Nueva Orleans perdió electricidad debido a daños importantes en las líneas de transmisión, mientras que alrededor de 1 millón de personas en todo el estado se quedaron sin electricidad. Se informaron dos muertes por ahogamiento, incluido un hombre que se ahogó en Nueva Orleans después de intentar conducir su vehículo a través del agua de la inundación. Uno de los transbordadores utilizados en la ruta del Bajo Argel-Chalmette a través del río Misisipi se soltó de su amarre durante el huracán, se fue a la deriva río arriba y luego encalló. Una de las secciones de la Represa Gulf Outlet fue superada por la marejada ciclónica.El USGS registró el río Misisipi cerca de Belle Chase fluyendo en sentido inverso debido al volumen del oleaje. La escuela católica St. Stephen en Nueva Orleans perdió su techo. 
Se publicaron fotografías aéreas y material de archivo que mostraba destrucción a gran escala, escombros e inundaciones en las zonas afectadas. El 31 de agosto, un hombre de 24 años fue encontrado muerto en Uptown New Orleans. Se asumió que la causa de la muerte fue la intoxicación por monóxido de carbono (CO). Al día siguiente, en la misma ciudad, 12 personas, entre ellas 7 niños, fueron hospitalizadas por intoxicación por CO. El 2 de septiembre se informaron tres muertes adicionales por intoxicación por CO en la parroquia de Jefferson. En la cercana parroquia de St. Tammany, nueve personas fueron hospitalizadas por la misma causa.
Grand Isle quedó inhabitable. Entre 10 y 12 roturas en un dique provocaron daños en el 100% de las estructuras, el 40% quedó completamente destruido o se convirtió en una simple pila de escombros y la electricidad no estuvo disponible. Días después de la tormenta, más de un millón de personas seguían sin electricidad. La isla también estaba cubierta por aproximadamente 0,91 m (3 pies) de arena. La comisaría se vio afectada y el techo se rompió. El jefe, Scooter Resweber, lo calificó como el "huracán más severo" que jamás había experimentado. Un hombre de la parroquia de St. James murió después de que el cobertizo de su patio trasero se le cayera encima durante los fuertes vientos del huracán Ida. También se informaron cuatro muertes relacionadas con la tormenta en la parroquia de Tangipahoa entre los residentes de hogares de ancianos evacuados durante el huracán Ida. Como resultado de cortes de energía, una persona murió en Nueva Orleans debido al agotamiento por calor y otra persona murió por falta de oxígeno en la parroquia de St. Tammany. Una persona también murió al caer de un techo mientras reparaba los daños.

#### Misisipi
Más de 113.000 personas se quedaron sin electricidad el 30 de agosto. El 31 de agosto, dos personas murieron y al menos otras diez resultaron heridas cuando siete vehículos se hundieron en un agujero profundo en una sección derrumbada de la MS 26 en el condado de George . Las fuertes lluvias del huracán Ida habían provocado el colapso de la carretera. Biloxi sufrió daños mínimos, lo que se pensó que se debía en parte a los impactos del huracán Zeta del año anterior; Muchos árboles débiles y muertos y estructuras deficientes fueron removidos en esa tormenta, reduciendo potencialmente la cantidad de escombros disponibles para que Ida cause daños mayores.

#### Pensilvania
En Pensilvania, un tornado EF2 causó daños en Fort Washington, Upper Dublin Township y Horsham Township en Montgomery County, Pensilvania, derribando árboles y líneas eléctricas y arrancando el techo del Departamento de Policía de Upper Dublin. Una mujer murió en el municipio de Upper Dublin cuando el tornado derribó un árbol sobre su casa. En Milford Township, un hombre fue encontrado muerto después de ahogarse en su vehículo en Unami Creek. Un tornado EF1 golpeó el municipio de Buckingham en el condado de Bucks, un tornado EF1 golpeó el municipio de Upper Makefield en el condado de Bucks y un tornado EF2 tocó tierra en Oxford en el condado de Chester.
En el este de Pensilvania se produjeron fuertes lluvias e inundaciones. El río Schuylkill inundó partes de Filadelfia, con la Interestatal 676 (Vine Street Expressway) parcialmente cubierta de agua. Las inundaciones del río Schuylkill afectaron al vecindario Manayunk de Filadelfia, con residentes rescatados de apartamentos a lo largo de Main Street. En general, Ida causó hasta $ 100 millones de dólares en el sur de Pensilvania como resultado en daños.

#### Nueva York y Nueva Jersey
El impacto de Ida en Nueva Jersey y Nueva York fue inusualmente intenso y mortal. Ida fue el tercer sistema tropical en tantas semanas en empapar el noreste de los Estados Unidos, después de Fred y Henri, lo que dejó el suelo saturado y un mayor riesgo de inundaciones.También se emitieron numerosas advertencias de inundaciones repentinas y emergencias de inundaciones repentinas en toda la zona. También se emitieron advertencias de tornado en partes del área metropolitana de la ciudad de Nueva York, incluido el condado de Westchester, Nueva York y partes de Fairfield y Ridgefield en Connecticut. La oficina de la ciudad de Nueva York del Servicio Meteorológico Nacional emitió su primera emergencia por inundación repentina en respuesta a una inundación severa en el noreste de Nueva Jersey, seguida una hora más tarde por la primera emergencia por inundación repentina en la ciudad de Nueva York.
Un tornado EF3 destruyó varias casas en Mullica Hill, Nueva Jersey. Un tornado EF1 que siguió desde Edgewater Park, Nueva Jersey, hasta Bristol, Pensilvania, provocó una rara emergencia de tornado en Bristol y Croydon, Pensilvania, así como en Burlington, Nueva Jersey. Un tornado EF0 azotó Princeton, Nueva Jersey. Partes de Trenton, Nueva Jersey, fueron evacuadas debido a las inundaciones causadas por la tormenta. Al menos 27 personas murieron en Nueva Jersey, incluida una persona que se ahogó dentro de su automóvil en Passaic, Nueva Jersey, y otras cinco que murieron en su complejo de apartamentos en Elizabeth, Nueva Jersey. Se informaron más de 81,740 cortes de energía la noche del 1 de septiembre en Nueva Jersey.